# Megamastax amblyodus
Megamastax amblyodus Choo et al., 2014 è un pesce osseo estinto, appartenente ai sarcotterigi. Visse nel Siluriano superiore (Ludloviano, circa 423 milioni di anni fa) e i suoi resti fossili sono stati ritrovati in Cina. È considerato il più grande pesce predatore del Siluriano finora noto e uno dei sarcotterigi più antichi.

## Descrizione
Questo animale è noto grazie ai resti di due mandibole e una mascella, provenienti da tre esemplari diversi. La mascella completa doveva essere lunga circa 17 centimetri, e ciò suggerisce che l'animale completo potesse superare il metro di lunghezza. Ciò renderebbe Megamastax il più grande vertebrato vissuto prima del Devoniano.
Questo animale possedeva file di piccoli denti conici lungo i margini esterni delle fauci, e grandi denti arrotondati e smussati nella parte interna della bocca, sulle ossa coronoidi. Questa disposizione suggerisce che Megamastax si nutrisse di prede mobili e dal guscio duro. Caratteristiche di Megamastax, che lo denotano come un sarcotterigio, sono la presenza di cosmina e di un lungo prearticolare che affiancava i coronoidi.

## Tassonomia
Descritto per la prima volta nel 2014, questo animale è considerato un rappresentante basale dei sarcotterigi, il grande gruppo di pesci ossei che comprendono gli antenati dei tetrapodi (e in senso cladistico includono anche i tetrapodi stessi). I fossili di Megamastax provengono dalla formazione Kuanti, in Cina, che ha restituito i fossili di un altro sarcotterigio arcaico (Guiyu), dei più antichi placodermi (Entelognathus e Silurolepis), di alcuni pesci privi di mascelle (ad esempio i piccoli Dunyu) e di alcuni acantodi. Il nome Megamastax deriva dal greco e significa "grande bocca", mentre l'epiteto specifico amblyodus significa "denti smussati".

## Paleoecologia
Le file di piccoli denti aguzzi marginali e i grandi denti arrotondati all'interno della bocca indicano che Megamastax era specializzato per la cattura di prede mobili e dotate di gusci duri. Vi era una fase di cattura della preda grazie ai piccoli denti aguzzi, seguita da una fase in cui il cibo veniva frantumato (grazie ai denti robusti e smussati). È probabile che tra le prede di Megamastax vi fossero i piccoli pesci privi di mascelle come Dunyu. Questa disposizione dei denti era molto diversa da quella del sarcotterigio contemporaneo Guiyu, il quale possedeva grandi denti aguzzi sul coronoide, simili a zanne. Ciò indica che già nel Siluriano, all'inizio della loro storia evolutiva, gli gnatostomi furono in grado non solo di sviluppare grandi dimensioni, ma di raggiungere diversi gradi di specializzazioni trofiche.

## Implicazioni paleoclimatiche

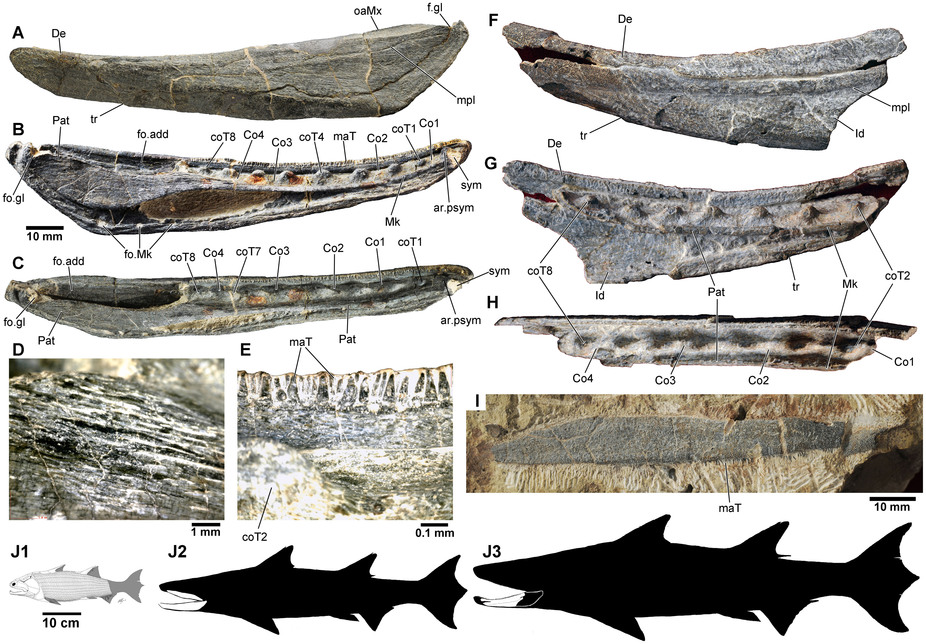
Fossili di Megamastax amblyodus e possibile silhouette di due esemplari

La scoperta di Megamastax ha implicazioni sulla comprensione dell'antica atmosfera. Vi sono prove di un innalzamento globale dei livelli di ossigeno (che per la prima volta superò o comunque uguagliò quelli attuali) verso la metà dell'Era Paleozoica, che probabilmente coincise con la diffusione delle piante sulla terraferma. Vi sono due modelli, che suggeriscono il picco di questo innalzamento nel Siluriano superiore (circa 420 milioni di anni fa) o nel Devoniano inferiore (circa 400 milioni di anni fa). L'assenza di grandi pesci predatori nel Siluriano è stato visto come un indicatore di bassi livelli di ossigeno in questo periodo (Dahl e Hammarlund, 2011). I pesci attuali tendono ad essere maggiormente sensibili all'anossia rispetto agli invertebrati, e sembra che i grandi pesci predatori abbiano una maggiore necessità di ossigeno rispetto a quelli piccoli. I bassi livelli di ossigeno, quindi, potrebbero aver favorito lo sviluppo di predatori invertebrati come i nautiloidi o gli scorpioni di mare; tuttavia, la scoperta di Megamastax nella formazione Kuanti riduce la plausibilità del "modello Devoniano".